# Dos esperits
Dos esperits (també two spirit, 2S o, de tant en tant, twospirited) és un terme paraigua modern utilitzat per part d'alguns indígenes estatunidencs per a descriure els nadius de les seves comunitats que compleixen un rol cerimonial i social tradicional del tercer gènere (o una altra variant de gènere) en les seves cultures.

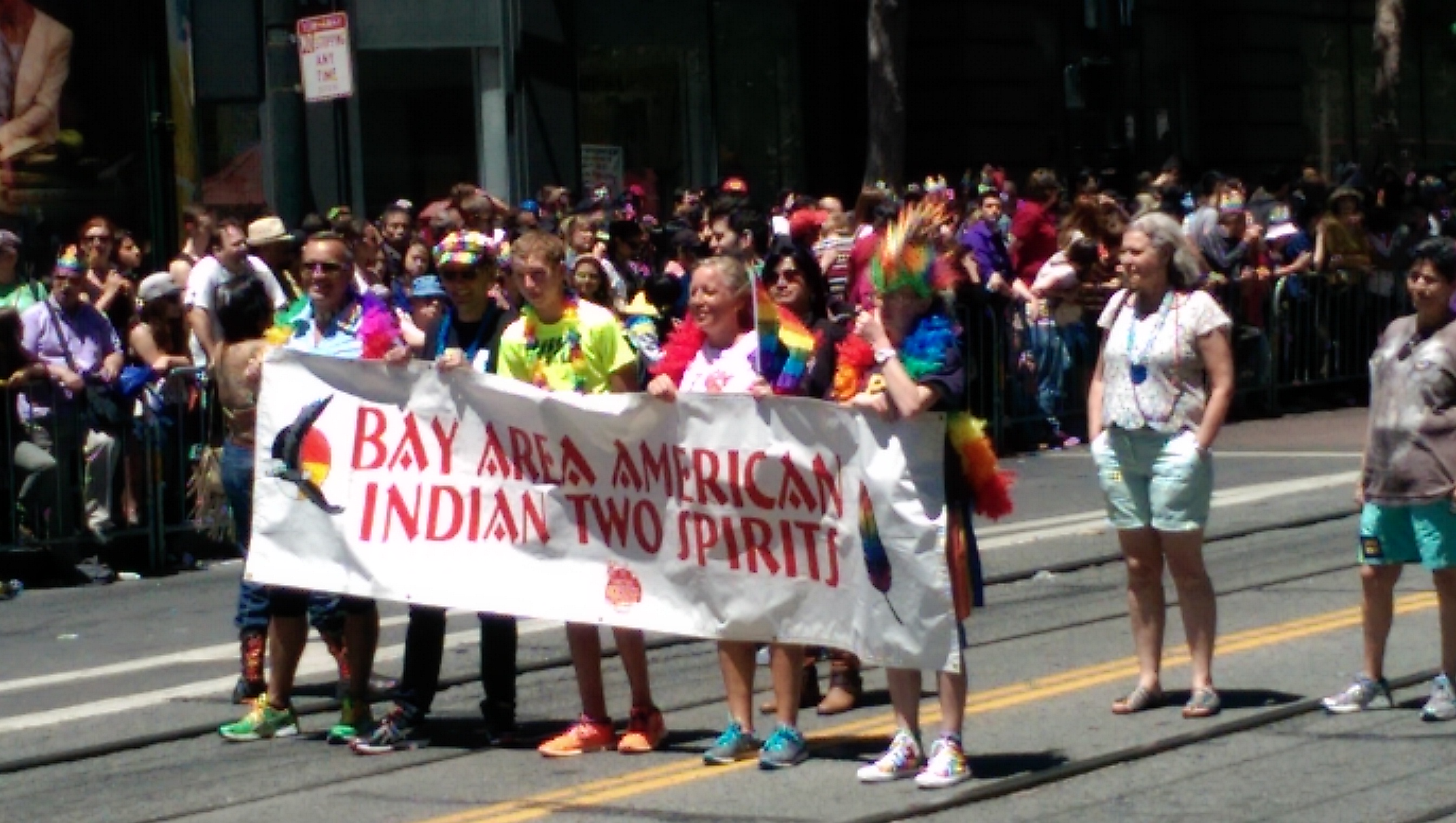
El contingent de dos esperits desfilant a la Marxa de l'orgull de San Francisco, 2014

El terme «Dos esperits» (forma original escollida) va ser creat l'any 1990 a la trobada internacional de lesbianes i gais indígenes a Winnipeg, i «escollit específicament per distingir i distanciar els nadius estatunidencs (primeres nacions) dels pobles no-nadius». L'objectiu principal d'encunyar un nou terme era fomentar la substitució del terme antropològic antic i considerat ofensiu, «berdache». Tot i que aquest nou terme no ha estat universalment acceptat, en general ha rebut més acceptació i ús que el terme antropològic que va substituir.
«Dos esperits» no estava pensat per ser intercanviable amb «nadiu americà LGBTQI+» o «indígena gai»; més aviat, es va crear en anglès (i després es va traduir a l'ojibwe), per servir com a unificador panindi, per a ser utilitzat per a públic general en lloc dels termes tradicionals en llengües indígenes per als que són diversos rols cerimonials i socials culturalment específics, que poden variar molt (si existeixen i quan existeixen).
Les opinions varien sobre si aquest objectiu ha tingut èxit o no. La decisió d'adoptar aquest nou terme panindi també es va prendre per distanciar-se dels gais i lesbianes no-nadius, ja que el terme i la identitat de dos esperits «no té sentit» tret que estigui contextualitzat dins del marc d'un nadiu estatunidenc o de les primeres nacions, i comprensió cultural tradicional.
No obstant això, els rols cerimonials de gèneres no conforme o tercer gènere, tradicionalment encarnats pels pobles nadius estatunidencs i els pobles indígenes al Canadà, amb la intenció d'estar sota el paraigua modern del dos esperits, poden variar àmpliament, fins i tot entre els indígenes que accepten aquest terme. Les categories de gènere o sexualitat de la cultura dels nadius americans/primeres nacions no s'apliquen a totes, ni tan sols a la majoria d'aquestes cultures.

## Terminologia

### Etimologia
El neologisme «dos esperits» es va crear en anglès («two-spirit») i després es va traduir a l'ojibwe («niizh manidoowag») el 1990 durant la tercera conferència anual de gais i lesbianes natius estatunidencs/primeres nacions a Winnipeg, Manitoba (Canadà), com a reemplaçament del terme ofensiu, antropològic, «berdache». Segons un relat, va ser proposat per l'anciana anishinaabe Myra Laramee, després que la frase li arribés en un somni. La traducció en ojibwe «niizh manidoowag» es va proposar per honrar la llengua dels pobles en el territori dels quals se celebrava la conferència. Aquest terme no s'havia utilitzat anteriorment, ni en ojibwe ni en anglès, fins a aquesta conferència de 1990, ni es va proposar amb aquest terme substituir els termes o conceptes tradicionals que ja s'utilitzen en cap cultura nativa.
La decisió d'adoptar aquest nou terme panindi va ser deliberada, amb una clara intenció de distanciar-se dels gais i lesbianes no-nadius, així com de terminologia no-nativa com «berdache», «gai», «lesbiana», i «trans». L'objectiu principal d'encunyar un nou terme era fomentar la substitució del terme antropològic antic i ofensiu «berdache», que significa «parella passiva en la sodomia» o «noi prostitut».
Cameron va escriure:
| « | El terme de 'dos esperits' és, per tant, un terme específic dels aborígens de resistència a la colonització i intransferible a altres cultures. Hi ha diverses raons subjacents per al desig dels dos esperits aborígens de distanciar-se de la comunitat queer principal. | » |

Lang explica que per als aborígens, la seva orientació sexual o identitat de gènere és secundària a la seva identitat ètnica. Ella afirma:
| « | ...al nucli de les identitats de dos esperits contemporànies hi ha l'ètnia, la consciència de ser nadiu americà en lloc de ser blanc o ser membre de qualsevol altre grup ètnic. | » |

No és clar qui va encunyar per primera vegada el terme «two-spirit» en anglès. Pember assenyala la implicació del no-nadiu Will Roscoe que, com el seu també mentor no-nadiu Harry Hay, està implicat en el grup d'homes hippie/contracultura gai, els Radical Faeries, una «comunitat no-nativa que emula l'espiritualitat nativa» i es compromet en altres formes d'apropiació cultural:
| « | L'antropòleg no-nadiu Will Roscoe rep gran part del crèdit públic per encunyar el terme 'Dos Esperits'. No obstant això, segons Kristopher Kohl Miner de la Nació Ho-Chunk, els nadius com l'antropòleg Dr. Wesley Thomas de la tribu Dine o Navaho també van contribuir a la seva creació. (Thomas és professor a l'Escola d'Estudis de Dret i Dine). | » |

Alguns que van agafar el terme amb entusiasme i el van utilitzar als mitjans de comunicació van dir que aquest nou terme en anglès tenia tot el significat i les implicacions dels termes de la llengua indígena utilitzats a la comunitat per als rols tradicionals i cerimonials específics als quals s'havien referit els antropòlegs, emfatitzant el paper dels Ancians en el reconeixement d'una persona dos esperits, subratllant que «Two Spirit» no és intercanviable amb «LGBTQI+ Native American» o «Gay Indian», i que el títol difereix de la majoria de les definicions occidentals de sexualitat i identitat de gènere, ja que no és un terme modern i autoescollit d'«identitat sexual» personal o de gènere, sinó que és un paper sagrat, espiritual i cerimonial que és reconegut i confirmat per la comunitat cerimonial dels Ancians Dos Esperits. Parlant amb The New York Times el 2006, Joey Criddle va dir: «Els Ancians us explicaran la diferència entre un indi gai i un dos esperits... subratllant la idea que el simple fet de ser gai i indi no fa que algú sigui un dos esperits».

### Crítiques del terme
Tot i que ha guanyat molt més reconeixement i popularitat que qualsevol dels termes tradicionals en llengües indígenes, el terme mai ha tingut una acceptació universal. Mentre que l'ús del terme per substituir «berdache» va continuar, la paraula també va començar a substituir termes tribals específics i ensenyaments culturals, donant lloc a crítiques, en gran part de membres més tradicionals del país indi: 
| «                        | Les nacions i les tribus van utilitzar diverses paraules per descriure diversos gèneres, sexes i sexualitats. Molts tenien paraules separades per als constructes occidentals de gais, lesbianes, bisexuals, individus intersexuals, travestis, transgèneres, individus amb variants de gènere o «canviants», tercers gèneres (homes que viuen com a dones) i quarts gèneres (dones que viuen com a homes) Fins i tot aquestes categories són limitants, perquè es basen en el llenguatge occidental i en idees arrelades en una relació dicotòmica entre gènere, sexe i sexualitat. Aquesta barrera lingüística limita la nostra comprensió dels rols tradicionals dins de les cultures natives americanes/primeres nacions. | » |
| — [de Vries 2009, p. 64] | |   |

Fins i tot a la sèrie de conferències en què el terme es va adoptar gradualment (1990 va ser la tercera de cinc), alguns dels assistents nadius van expressar la preocupació que els nadius tradicionals de les comunitats de les reserves mai estarien d'acord amb aquest concepte recentment creat, o adoptar el neologisme que s'utilitza per descriure-ho:
| «              | A les conferències que van produir el llibre, 'Two-Spirited People', vaig sentir que diverses persones de les Primeres Nacions es descriuen com a molt unitàries, ni «home» ni «dona», i molt menys una parella en un sol cos. Tampoc van informar d'un supòsit de dualitat dins d'un mateix cos com a concepte comú dins de les comunitats de reserves; més aviat, la gent confiava consternació davant la propensió occidental a les dicotomies. Fora de les societats de parla indoeuropea, el «gènere» no seria rellevant per a les gloses de personatges socials «homes» i «dones», i el «tercer gènere» probablement no tindria sentit. La desagradable paraula «berdache» s'hauria d'abandonar ([Jacobs et al. 1997, p. 3-5]), però el neologisme urbà estatunidenc «dos esperits» pot ser enganyós. | » |
| — [Kehoe 2002] | |   |

Altres preocupacions sobre aquest terme panindi en llengua anglesa s'han centrat al voltant de la naturalesa binària de dos esperits, un sentit que no es troba en els noms tradicionals d'aquests individus o els seus rols en les cultures tradicionals: «Implica que l'individu és alhora masculí i femení, i que aquests aspectes s'entrellacen dins d'ells. El terme s'allunya de les identitats culturals tradicionals dels nadius estatunidencs/primeres nacions i els significats de la sexualitat i la variació de gènere. No té en compte els termes i significats de les nacions i tribus individuals. ... Tot i que el dos esperits implica per a alguns una naturalesa espiritual, aquest té l'esperit de dos, tant masculí com femení, els nadius estatunidencs tradicionals i els pobles de les Primeres Nacions ho veuen com un concepte occidental».
Indigiqueer
Un altre terme contemporani en ús, com a alternativa al dos esperits, i que no es basa en concepcions binàries de gènere, és «indigiqueer». Originalment escrit «Indigequeer», el terme va ser encunyat per TJ Cuthand i popularitzat per l'autor Joshua Whitehead. Cuthand va utilitzar per primera vegada «Indigiqueer» per al títol del programa Indígena/de dos esperits del Vancouver Queer Film Festival de 2004, i ha escrit que va inventar aquest terme alternatiu, «perquè alguns indígenes LGBTQI+ no se senten tan còmodes amb el títol de dos esperits perquè implica algunes coses de doble gènere, que algunes persones simplement no senten que descriuen la seva identitat».
Els problemes addicionals amb dos esperits que altres han expressat és que ho veuen com una capitulació davant la urbanització i la pèrdua de cultura que, tot i que inicialment pretenia ajudar a la gent a reconnectar amb la dimensió espiritual d'aquests rols, no funcionava de la manera havia estat pensat. El 2009, escrivint per a Encyclopedia of Gender and Society (Enciclopèdia de gènere i societat), Kylan Mattias de Vries va escriure:
| « | Amb la urbanització i l'assimilació dels pobles nadius, els individus van començar a utilitzar termes, conceptes i identitats occidentals, com ara gai, lesbiana, transgènere i intersexual. Aquests termes van separar la identitat cultural nativa de la sexualitat i la identitat de gènere, augmentant la desconnexió que sentien molts pobles nadius estatunidencs/primeres nacions a l'hora de negociar els límits de la vida entre dos mons (nadiu i no-nadiu/occidental). El terme de «dos esperits» es va crear per tornar a connectar el gènere o la identitat sexual d'una persona amb la seva identitat i cultura natives. Alguns nadius estatunidencs/primeres nacions que mantenen valors religiosos i culturals més tradicionals veuen «dos esperits» com un terme cultural i social, en lloc d'un que té un significat religiós o espiritual. ... Atès que històricament, molts individus de «berdache/dos esperits» tenien rols religiosos o espirituals, el terme «dos esperits» crea una desconnexió del passat. Els termes utilitzats per altres tribus actualment i històricament no es tradueixen directament a la forma anglesa de «two spirit» o la forma ojibwe de «niizh manidoowag». | » |

Tot i que alguns han trobat «dos esperits» una eina útil per a l'organització intertribal, «el concepte i la paraula dos esperits no té cap significat cultural tradicional». No totes les tribus tenen rols cerimonials per a aquestes persones, i les tribus que solen utilitzar noms en les seves pròpies llengües.

### Termes tradicionals indigenes
Amb més de 500 cultures natives americanes supervivents, les actituds sobre el sexe i el gènere poden ser diverses. Fins i tot amb l'adopció moderna de termes panindis com «dos esperits» i la creació d'una comunitat paníndia moderna al voltant d'aquesta denominació, no totes les cultures percebran dos esperits de la mateixa manera, o benvindran un terme panindi per substituir els termes que ja utilitzen les seves cultures. A més, ara no totes les comunitats indígenes contemporànies donen suport a les seves persones amb variants de gènere i no heterosexuals. En aquestes comunitats, els que busquen una comunitat de dos esperits s'han enfrontat de vegades a l'opressió i el rebuig.
Tot i que la terminologia existent a moltes nacions mostra un reconeixement històric de les diferents orientacions sexuals i expressions de gènere, els membres d'algunes d'aquestes nacions també han dit que, tot i que s'acceptava la variació, mai van tenir rols separats o definits per a aquests membres de la comunitat. Entre les comunitats indígenes que tradicionalment tenen rols per a persones de dos esperits, s'utilitzen termes específics en les seves pròpies llengües per als rols socials i espirituals que compleixen aquests individus.
La llista següent no és exhaustiva:
| Llengua   | Terme                             | Significat | Notes |
| --------- | --------------------------------- | --- | --- |
| Aleut     | ayagigux                          | Home transformat en dona | |
| Aleut     | tayagigux                         | Dona transformada en home                                                                                                   | |
| Blackfoot | a'yai-kik-ahsi                    | Actua com una dona | Hi ha relats històrics d'individus que van mantenir relacions homosexuals, o que van néixer com a homes però van viure la seva vida com a dones, possiblement per motius religiosos o socials. Aquestes persones eren vistes d'una gran varietat de maneres, des de ser venerats líders espirituals, valents guerrers i artesans, fins a ser objectiu del ridícul. |
| Blackfoot | ááwowáakii                        | Un home homosexual | |
| Blackfoot | ninauh-oskitsi-pahpyaki           | Dona de cor viril | Aquest terme té una gran varietat de significats que van des de dones que interpretaven els papers d'homes, vestides d'homes, prenen parelles femenines o que participaven en activitats com la guerra. |
| Cree      | napêw iskwêwisêhot, ᓇᐯᐤ ᐃᐢᑵᐏᓭᐦᐅᐟ  | Un home que es vesteix com una dona                                                                                         | |
| Cree      | iskwêw ka-napêwayat, ᐃᐢᑵᐤ ᑲ ᓇᐯᐘᔭᐟ | Una dona que es vesteix com un home                                                                                         | |
| Cree      | ayahkwêw, ᐊᔭᐦᑵᐤ                   | Un home que es vesteix / viu / és acceptat com una dona                                                                     | Possiblement no sigui un terme respectuós; d'altres han suggerit que es tracta d'una tercera designació de gènere, aplicada tant a dones «i» homes. |
| Cree      | înahpîkasoht, ᐄᓇᐦᐲᑲᓱᐦᐟ            | Una dona que es vesteix / viu / és acceptat com un home                                                                     | També es diu «algú que lluita contra tothom per demostrar que és el més dur». |
| Cree      | iskwêhkân, ᐃᐢᑵᐦᑳᐣ                 | Aquell que actua / viu com una dona                                                                                         | |
| Cree      | napêhkân, ᓈᐯᐦᑳᐣ                   | Aquell que actua / viu com un home                                                                                          | |
| Crow      | batée                             | Una paraula que descriu tant les dones trans com els homes homosexuals                                                      | |
| Lakota    | winkte                            | Aquell que vol ser com una dona                                                                                             | Els winkte són una categoria social de la cultura històrica lakota, de persones amb cos masculí que en alguns casos han adoptat la roba, el treball i els gestos que la cultura lakota sol considerar femenina. A la cultura Lakota contemporània, el terme s'associa més sovint amb el simple fet de ser gai. Tant històricament com en la cultura moderna, els winkte solen ser homosexuals, tot i que poden o no considerar-se part de les comunitats LGBTQI+ més convencionals. Alguns winkte participen a la comunitat pan-índia Dos esperits. Tot i que els relats històrics del seu estat varien àmpliament, la majoria dels comptes, especialment els d'altres Lakota, veuen els winkte com a membres habituals de la comunitat, i no marginats pel seu estatus, ni considerats excepcionals. Altres escrits, generalment relats històrics d'antropòlegs, consideren el winkte com a sagrat, ocupant un paper liminal de tercer gènere a la cultura i nascut per complir funcions cerimonials que no poden ocupar ni homes ni dones. A les comunitats lakota contemporànies, les actituds cap al winkte varien des d'acceptació fins a l'homofòbia. |
| Navaho    | nádleeh (o nádleehi)              | Aquell que es «transforma» o aquell que «canvia»                                                                            | En la cultura tradicional navaho, els nádleehi són individus de cos masculí descrits per les persones de les seves comunitats com a «home efeminat», o com a «meitat dona, meitat home». Un documental de 2009 sobre el tràgic assassinat de nádleehi Fred Martinez, titulat Two Spirits, va contribuir a la presa de consciència d'aquests termes i cultures. Un espectre de gènere navaho que s'ha descrit és el de quatre gèneres: dona femenina, dona masculina, home femení, home masculí. |
| Ojibwe    | ikwekaazo                         | Homes que van triar comportar-se com a dones / aquell que s'esforça per ser com una dona                                    | L'acadèmic Anton Treuer va escriure que a la cultura ojibwe «normalment el sexe determinava el gènere i, per tant, el treball d'un, però els ojibwe acceptaven la variació. Els homes que van optar per funcionar com a dones eren anomenats ikwekaazo, que significa 'aquell que s'esforça per ser com una dona'. Les dones que funcionaven com a homes eren anomenades ininiikaazo, que significa 'aquella que s'esforça per ser com un home'. Els francesos anomenaven a aquestes persones berdaches. Ikwekaazo i ininiikaazo podien prendre cònjuges del seu propi sexe. Els seus companys no eren considerats ikwekaazo o ininiikaazo, però perquè la seva funció en la societat encara era d'acord amb el seu sexe. Si era vidu, el cònjuge d'un ikwekaazo o ininiikaazo podia tornar a casar-se amb algú del sexe oposat o amb un altre ikwekaazo o ininiikaazo. L'ikwekaazowag treballava i es vestia com dones. L'ininiikaazowag treballava i vestia com homes. Tots dos eren considerats forts espiritualment, i sempre eren honrats, sobretot durant les cerimònies».                                                                            |
| Ojibwe    | ininiikaazo                       | Dones que van triar comportar-se com a homes / aquella que s'esforça per ser com un home                                    | L'acadèmic Anton Treuer va escriure que a la cultura ojibwe «normalment el sexe determinava el gènere i, per tant, el treball d'un, però els ojibwe acceptaven la variació. Els homes que van optar per funcionar com a dones eren anomenats ikwekaazo, que significa 'aquell que s'esforça per ser com una dona'. Les dones que funcionaven com a homes eren anomenades ininiikaazo, que significa 'aquella que s'esforça per ser com un home'. Els francesos anomenaven a aquestes persones berdaches. Ikwekaazo i ininiikaazo podien prendre cònjuges del seu propi sexe. Els seus companys no eren considerats ikwekaazo o ininiikaazo, però perquè la seva funció en la societat encara era d'acord amb el seu sexe. Si era vidu, el cònjuge d'un ikwekaazo o ininiikaazo podia tornar a casar-se amb algú del sexe oposat o amb un altre ikwekaazo o ininiikaazo. L'ikwekaazowag treballava i es vestia com dones. L'ininiikaazowag treballava i vestia com homes. Tots dos eren considerats forts espiritualment, i sempre eren honrats, sobretot durant les cerimònies».                                                                            |
| Xeiene    | heemaneh                          | Una persona entre sexes o de tercer gènere, normalment una persona de cos masculí que assumeix els rols i deures d'una dona | Heemaneh ha tingut papers especialitzats dins de la societat xeiene, com ara oficiar durant el Dansa del cuir cabellut, organitzar matrimonis, actuar com a missatgers entre amants i acompanyar els homes a la guerra. |
| Zuni      | lhamana                           | Homes que de vegades també poden assumir els rols socials i cerimonials que exerceixen les dones en la seva cultura         | Els relats de la dècada del 1800 assenyalen que els lhamana, mentre anaven vestits amb «vestimenta femení», sovint eren contractats per a treballs que requerien «força i resistència»,alhora que destacaven en les arts i oficis tradicionals com la ceràmica i el teixit. La notable lhamana We'wha (1849-1896), va viure amb rols socials i cerimonials tradicionals tant femenins com masculins en diversos moments de la seva vida, i va ser una líder comunitària respectada i ambaixadora cultural. |

## Temes contemporanis
La creixent visibilitat del concepte de dos esperits a la cultura tradicional s'ha vist com un apoderament i com a conseqüència d'algunes conseqüències indesitjables, com ara la difusió de la desinformació sobre les cultures dels pobles indígenes, el panindianisme i l'apropiació cultural de les identitats i el cerimonial indígenes entre els no-indígenes, que no entenen que les comunitats indígenes veuen el dos esperits com una identitat cultural específicament nativa estatunidenca i de les primeres nacions, i no com una identitat cultural per als no-nadius.
| « | Aquest tipus de representacions simplificades en blanc i negre de la cultura i la història natives perpetuen l'apropiació indiscriminada dels pobles nadius. Tot i que el nou meme o llegenda actual que envolta el terme dos esperits és sens dubte lloable per ajudar les persones LGBTQI+ a crear la seva pròpia terminologia més empoderada per descriure's a si mateixes, comporta un equipatge qüestionable. La meva preocupació no és tant per l'ús de les paraules, sinó pel meme social que han generat que s'ha transformat en un còctel de revisionisme històric, il·lusió, bones intencions i un soupçon de blanc, titulat apropiació. | » |

| «                        | «Dos esperits» no reconeix ni l'acceptació tradicional ni la no acceptació dels individus de diverses nacions i tribus. La idea que la variació de gènere i sexualitat sigui universalment acceptada entre els pobles nadius estatunidencs/primeres nacions s'ha romantitzat. En conseqüència, el canvi de «berdache» a «dos esperits» s'entén amb més precisió com una idealització no-nativa de l'acceptació social de la variància de gènere, idealitzant una acceptació romanticitzada de la variància de gènere. | » |
| — [de Vries 2009, p. 64] | |   |

Per a les persones de les Primeres Nacions, les vides de les quals han estat afectades per les escoles residencials i altres comunitats indígenes que han patit greus danys culturals per la colonització, les tradicions específiques de dos esperits de les seves comunitats poden haver estat greument danyades, fragmentades o fins i tot perdudes. En aquests casos s'han presentat greus reptes per recordar i reviure les seves antigues maneres tradicionals, i per superar l'homofòbia i altres prejudicis apresos de l'assimilació forçada.
Quan els indígenes de comunitats que accepten menys els dos esperits han buscat la comunitat entre comunitats LGBTQI+ no-natives, la tendència dels no-nadius a representar-se i apropiar-se de vegades ha provocat fractures més que unitat, amb dos esperits que senten com si fossin un altre pegat inicial en lloc d'incloure's completament:
| « | El terme de dos esperits es va escollir per emfatitzar la nostra diferència en les nostres experiències d'opressions múltiples i entrellaçades com a aborígens queer. Quan les persones no-aborígens decideixen «emprar» el terme de dos esperits, li resta el seu significat original i difon el seu poder com a etiqueta de resistència per als aborígens. Ja hi ha molta cultura de les Primeres Nacions que ha estat explotada i apropiada en aquest país; Els nostres termes de resistència també s'han d'orientar a l'apropiació i el consum generalitzats? Dos esperits és un terme recuperat dissenyat pels aborígens per definir el nostre context cultural únic, les històries i el llegat. Quan la gent no veu el mal en «compartir» el terme, s'està perdent el sentit i es neguen a reconèixer que, apropiant-se del terme, inevitablement alteraran el seu context cultural. | » |

A l'àmbit acadèmic, des del 2010 o abans hi ha hagut un moviment per «l'anàlisi queer del colonialisme dels colons» i crear una crítica de «dos esperits» com a part del camp general dels estudis queer. Tanmateix, gran part d'aquesta anàlisi i publicació acadèmica no es basa en els coneixements indígenes tradicionals, sinó en les perspectives més convencionals i no-natives de les comunitats LGBTQI+ més àmplies, de manera que la majoria dels mateixos malentesos culturals solen trobar-se en els escrits obsolets dels antropòlegs i «exploradors» no-nadius. Reivindicant un punt de vista de l'anàlisi de la «postidentitat», els partidaris de la «Queer of Color Critique» pretenen examinar el colonialisme dels colons i el genocidi en curs dels pobles nadius alhora que «defensen els estudis nadius». Tanmateix, la identitat indígena és predominantment cultural, més que una classificació racial. Es basa en la pertinença a una comunitat determinada, la fluïdesa cultural i la ciutadania, i els nadius estatunidencs i de les Primeres Nacions poden o fins i tot no considerar-se com a «gent de color».

### Definició i rol social dins de les comunitats indígenes
Les persones dos esperits amb cos masculí, independentment de la identificació de gènere, poden anar a la guerra i tenir accés a activitats masculines, com ara cerimònies de suor només per a homes. Tanmateix, també poden assumir «activitats femenines» com la cuina i altres responsabilitats domèstiques. Segons Lang, les persones dos esperits amb cos femení solen tenir relacions sexuals o matrimonis només amb dones.

### Les societats dos esperits
Entre els objectius de les societats de dos esperits es troben el suport grupal; divulgació, educació i activisme; el renaixement de les seves tradicions culturals indígenes, inclosa la preservació de les antigues llengües, habilitats i danses; i d'altra manera treballar cap al canvi social.
Algunes societats de dos esperits (passades i presents) inclouen: 2Spirits of Toronto a Toronto (Ontario); la Wabanaki Two Spirit Alliance a Nova Escòcia; el Bay Area American Indian Two-Spirits (est. 1998) a San Francisco (Califòrnia); Central Oklahoma Two Spirit Natives a Oklahoma City; East Coast Two Spirit Society i la NorthEast Two-Spirit Society a la ciutat de Nova York; Idaho Two-Spirit Society a Idaho; Indiana Two-Spirit Society a Bloomington (Minnesota); Two Spirits a Montana; Montana Two-Spirit Society a Browning (Montana); Northwest Two-Spirit Society a Seattle, (Washington); Ohio Valley Two Spirit Society a Ohio, Indiana, Kentucky i Illinois; Portland Two Spirit Society (est. maig de 2012) a Portland (Oregon); Regina Two-Spirited Society a Regina, Saskatchewan; Texas Two Spirit Society a Dallas; Tulsa Two-Spirit Society a Tulsa, Oklahoma; Two-Spirit Society of Denver a Denver, Colorado; i Wichita Two-Spirit Society a Wichita, Kansas.

## Relats històrics i antropològics
| « | Malauradament, dependre d'una tradició oral per impartir els nostres camins a les generacions futures va obrir les portes als primers exploradors, missioners i antropòlegs no-nadius per escriure llibres que descriuen els pobles nadius i, per tant, reforçar el seu propi paper com a experts. Aquests escrits estaven i estan arrelats en la perspectiva dels autors que eren i són majoritàriament homes blancs. | » |

Segons l'antropòloga alemanya Sabine Lang, el travestisme de persones dos esperits no sempre va ser un indicador de la identitat de gènere. Lang creu:
| « | ... el sol fet que un home porti roba de dona no diu res sobre el seu comportament, el seu estat de gènere o fins i tot la seva elecció de parella.. | » |

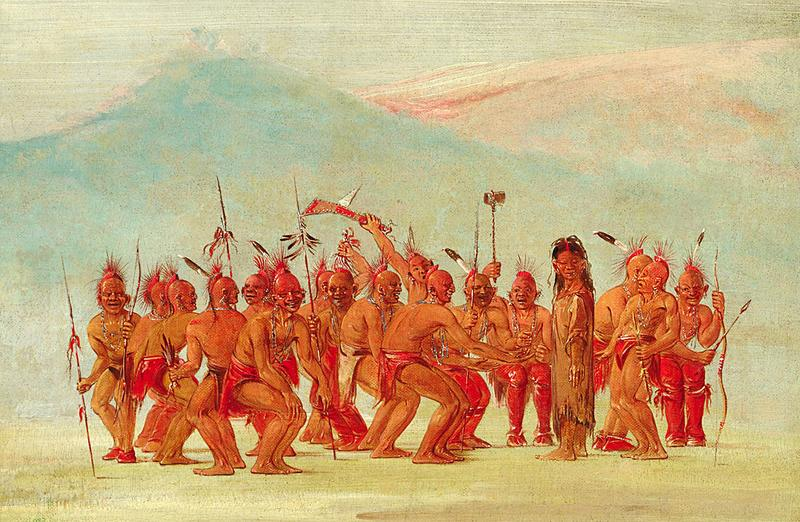
Dibuix de George Catlin (1796-1872) mentre es trobava a les Grans Planes entre les nacions Fox i sauk, representant un grup de guerrers masculins ballant al voltant d'una persona amb cos masculí amb un vestit de dona. L'artista no-nadiu George Catlin va titular el quadre Dance to the Berdache

Altres antropòlegs poden haver etiquetat erròniament alguns individus nadius amb dos esperits o «berdache» a causa de la manca de comprensió cultural, específicament al voltant de la visió del món d'una comunitat indígena, i els seus costums particulars pel que fa a la roba i el gènere.
Segons els no-nadius, inclòs l'autor Brian Gilley i l'antropòleg Will Roscoe, la presència històrica de dos esperits de cos masculí «va ser una institució fonamental entre la majoria de pobles tribals», amb dos esperits de cos masculí i femení que s'havien documentat «en més de 130 tribus estatunidenques, a totes les regions del continent». No obstant això, la periodista anishinaabemowin Mary Annette Pember argumenta que aquesta representació amenaça d'homogeneïtzar diverses cultures indígenes, pintant-les amb un pinzell massa ampli, provocant potencialment la desaparició de «diferències culturals i lingüístiques diferents que els pobles nadius consideren crucials per a la seva identitat».
Pere Fages va ser el tercer al comandament de l'expedició espanyola de Portolá de 1769-1770, la primera exploració terrestre europea del que ara és l'estat estatunidenc de Califòrnia. Almenys tres diaris es van mantenir durant l'expedició, però Fages va escriure el seu relat més tard, el 1775. Fages va donar més detalls descriptius sobre els nadius californians que qualsevol dels altres, i ell sol va informar de la presència de l'homosexualitat a la cultura nativa. La traducció al català diu:
| «            | He presentat proves substancials que aquells homes indis que, tant aquí com més endins, s'observen en el vestit, la vestimenta i el caràcter de les dones, n'hi ha dos o tres a cada poble, passen com a sodomites de professió. ... S'anomenen «joyas», i se'ls té en gran estima. | » |
| — Pere Fages | |   |

Tot i que les persones de gènere variant han estat respectades i temudes en diverses tribus, no estan més enllà de ser retretes o, per la llei tradicional, fins i tot assassinades per males accions. A la tribu Mohave, per exemple, sovint es converteixen en «homes medicina» i, com tots els que tracten amb allò sobrenatural, corren el risc de sospitar de bruixeria, sobretot en casos de collita fallida o de mort. Hi ha hagut casos d'assassinat en aquests casos (com en el cas de la dona no conforme al gènere anomenada Sahaykwisā). Un altre exemple a finals de la dècada del 1840 va ser el d'un Crow «badé» que va ser capturat, possiblement cavalcant amb cavalls, pels lakota i va ser assassinat.
Lang i Jacobs escriuen que històricament entre els apatxes, els lipans, els chiricahuas, els mescaleros i els dilzhe'e del sud tenen identitats de gènere alternatives. Una tribu en particular, els eyak, té un únic informe de 1938 que no tenien un gènere alternatiu i tenien poca estima a aquests individus, encara que es desconeix si aquest sentiment és el resultat de l'aculturació o no.
Entre els iroquesos, hi ha un únic informe de Bacqueville de la Potherie al seu llibre publicat l'any 1722, Histoire de l'Amérique septentrionale (Història d'America septentrional), que indica que entre ells existeix una identitat de gènere alternativa.
Moltes, si no totes, les cultures indígenes s'han vist afectades per l'homofòbia i la misogínia europees.
Algunes fonts han informat que els asteques i els inques tenien lleis contra aquests individus, tot i que hi ha autors que consideren que això era exagerat o fruit de l'aculturació, perquè tots els documents que ho indiquen són posteriors a la conquesta i qualsevol que existia abans havia estat destruït pels espanyols.
La creença que aquestes lleis existien, almenys per als asteques, prové del Còdex florentí, i que hi ha proves que els pobles indígenes van ser autors de molts còdexs, però els espanyols en van destruir la majoria en el seu intent d'erradicar les creences antigues.
Alguns pobles zapotecas contemporanis a Mèxic encarnen el paper tradicional del tercer gènere conegut com a «muxe». Es consideren «muxe en el cos d'home», que fan la feina que la seva cultura acostuma a associar a les dones. Quan els investigadors transgènere van preguntar l'any 2004 si alguna vegada van considerar la transició quirúrgica, «cap dels enquestats va trobar la idea interessant, sinó força estranya», ja que la seva essència com a muxe no depèn del tipus de cos en què es trobin.

### El terme«berdache»
Abans de finals del segle xx, els antropòlegs no-nadius (és a dir, no-nadius estatunidencs/canadencs) utilitzaven el terme «berdache» d'una manera molt àmplia, per identificar un individu indígena que complia un dels molts rols de gènere mixt a la seva tribu. Sovint, aquests antropòlegs aplicaven el terme a qualsevol home que percebien que era homosexual, bisexual o efeminat segons els estàndards socials occidentals, tot i que ocasionalment el terme també s'aplicava a dones lesbianes, bisexuals i de gènere no conformes. Això va fer que una gran varietat d'individus diversos fos categoritzat sota aquest terme imprecís. De vegades van donar a entendre incorrectament que aquests individus eren intersexuals (o «hermafrodites»).
El terme «berdache» sempre ha estat repugnant entre els indígenes. De Vries escriu:
| « | «Berdache» és un terme despectiu creat pels europeus i perpetuat per antropòlegs i altres per definir persones natives estatunidenques/primeres nacions que variaven de les normes occidentals que perceben el gènere, el sexe i la sexualitat com a binaris i inseparables. | » |

El terme també ha caigut en desgracia entre els antropòlegs. Deriva del francès «bardache» (equivalent anglès: «bardash») que significa «homosexual passiu», «catamita» o fins i tot «nen prostitut». «Bardache», al seu torn, deriva del persa «barda» que significa «captiu», «presoner de guerra», «esclau». Els exploradors espanyols que van trobar aquests individus entre el poble chumash els van anomenar «joya», l'espanyol per a «joies».
L'ús de «berdache» ha estat substituït a la majoria de la literatura convencional i antropològica per «dos esperits», amb resultats contradictoris. No obstant això, el terme «two spirit» en si, en anglès o en qualsevol altre idioma, no s'utilitzava abans de 1990.

## En els mitjans de comunicació

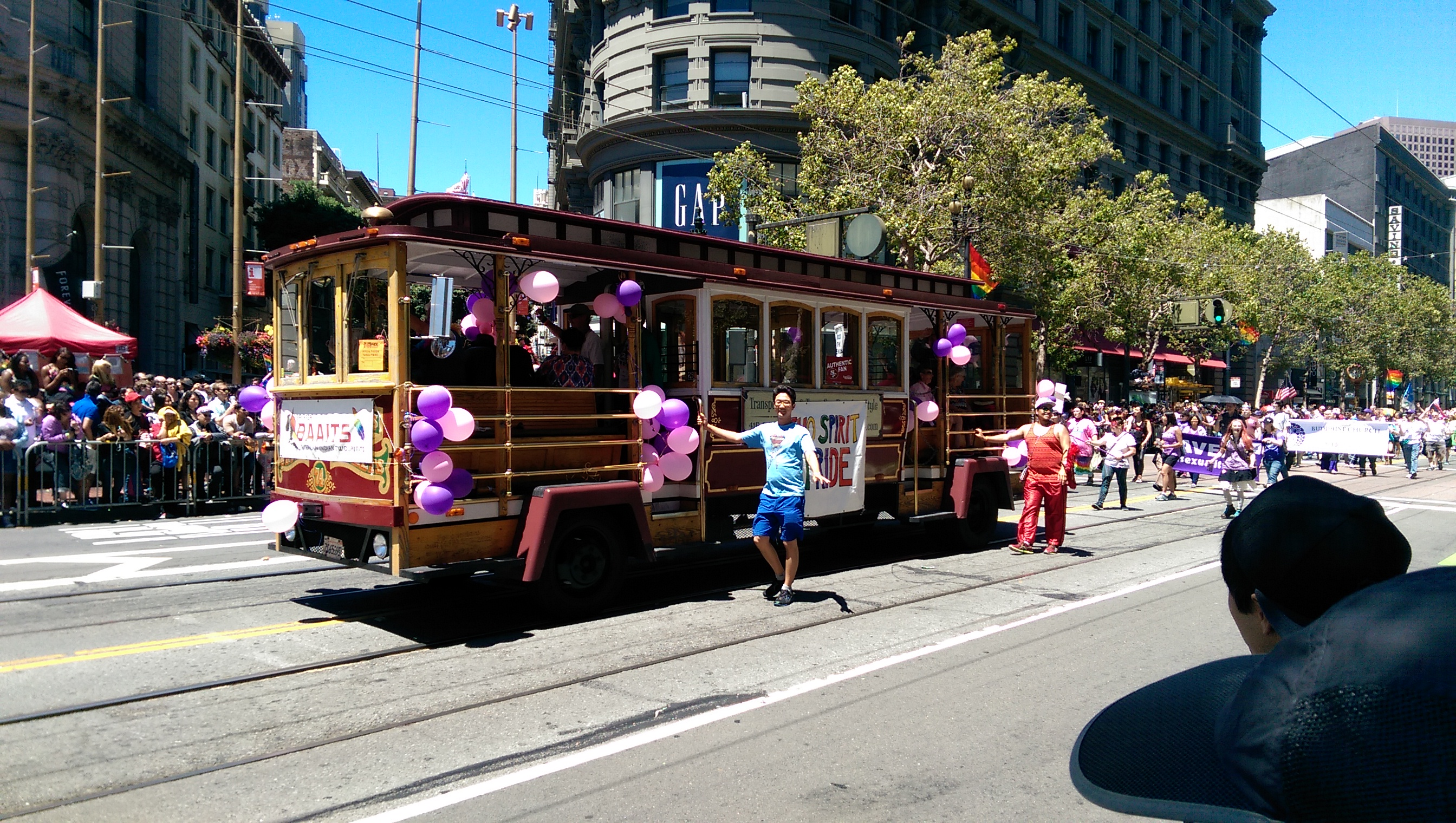
La carrossa de l'orgull de dos esperits a la Desfilada de l'orgull a San Francisco, 2014

A la pel·lícula de 1970  Little Big Man, el personatge Cheyenne Little Horse, interpretat per Robert Little Star, és un home gai que porta roba més habitual per les dones de la cultura. Convida el protagonista, Jack Crabb (Dustin Hoffman) a venir a viure amb ell. En una desviació de la majoria de les representacions dels westerns de l'època, Crabb està commogut i afalagat per l'oferta.
El documental de 2009 Two Spirits, dirigit per Lydia Nibley, explica la història de l'assassinat per odi del navaho Fred Martinez, de 16 anys d'edat. Al documental, Nibley «afirma el sentit navaho de Martínez de ser un home efeminat de dos esperits, o 'nádleeh'». La mare de Martínez va definir «nádleehi» com «meitat dona, meitat home».
La pel·lícula Two Spirits, mostrada a  Independent Lens el 2011, i guanyadora del Premi anual del Públic d'aquell any, tracta sobre persones dos esperits, especialment Fred Martinez, que va ser assassinat als 16 anys d'edat per identificar-se com un dos esperits.
El 2017, la cineasta Metis dos esperits, Marjorie Beaucage, va publicar Coming In Stories: Two Spirit in Saskatchewan com a manera de conscienciar sobre les experiències de persones dos esperits que viuen a Saskatchewan, Canadà.
A la pel·lícula independent del 2018, The Miseducation of Cameron Post, un personatge lakota (Adam Red Eagle, interpretat per Forrest Goodluck) és enviat a un campament de conversió per identificar-se com a «winkte» i dos esperits.
A la segona temporada de American Gods del 2019, Kawennáhere Devery Jacobs (Mohawk) interpreta a una jove cherokee, Sam Black Crow, que s'identifica com a «dos esperits» (tot i que al llibre s'esmenta de passada com a bisexual). El seu personatge, criat per una mare blanca i allunyat del seu pare natiu, parla de buscar els avantpassats més antics per intentar trobar les seves pròpies creences, igual que els altres humans de la sèrie. En una entrevista diu: «M'identifico com a queer, i no com a dos esperits, perquè sóc mohawk i no tenim això» i que Neil Gaiman (autor de les novel·les en què es basa la sèrie) va defensar amb força que ella serà elegida per al paper.
Lovecraft Country, una sèrie de televisió de HBO del 2020, compta amb Yahima, un personatge dos esperits arawak. La productora creadora Misha Green va abordar el destí d'aquest personatge tuitejant: «Volia mostrar la veritat incòmoda que les persones oprimides també poden ser opressores. És un argument que val la pena fer-ho, però vaig fracassar en la manera que vaig triar fer-ho». El terme «dos esperits» s'utilitza de manera anacrònica a la sèrie, ambientat a l'Amèrica de la dècada del 1950, mentre que el terme en si es va encunyar a la dècada del 1990.

## Tributs
El 2012, es va incloure un senyal dedicat a les persones dos esperits al Legacy Walk, una exhibició pública a l'aire lliure a Chicago, Illinois, que celebra la història i les persones LGBTQI+.

## Dos esperits autoidentificats
«Autoidentificat» aquí s'entén com un contrast amb la manera com un dos esperits tradicional ha de ser reconegut com a tal pels Ancians de la seva comunitat indígena quan el terme s'utilitza com a sinònim d'un paper cerimonial tradicional (per al qual hi haurà un terme ja existent en la llengua indígena en aquesta cultura). Per tant, la inclusió en aquesta llista no és una indicació de si la persona està reconeguda o no.
La llista següent no és exhaustiva:
| Imatge | Nom               | Comunitat indígena      | Professió |
| ------ | ----------------- | ----------------------- | --- |
|        | Susan Allen       | Lakota                  | Representant de l'estat de Minnesota |
|        | Yolanda Bonnell   | anishinaabemowin        | Actriu i dramaturga canadenca |
|        | Raven Davis       | anishinaabemowin        | Artista, activista i treballadora cultural tradicional |
|        | Blake Desjarlais  | Cree/Métis              | El primer diputat dos esperits del Parlament de Canadà. Escollit a les eleccions federals canadenques de 2021 a la circumscripció d'Edmonton Griesbach com a membre de la New Democratic Party. |
|        | Jeremy Dutcher    | Wolastoqiyik            | Tenor, compositor, musicòleg, intèrpret i activista |
|        | Bretten Hannam    | Mi'kmaq/Ojibwe          | Cineasta |
|        | Shawnee Kish      | Mohawk                  | Cantant i compositora musical |
|        | Richard LaFortune | Yupik                   | Activista, autor i artista |
|        | James Makokis     | Cree                    | Metge |
|        | Kent Monkman      | Cree                    | Artista visual i escènic |
|        | Rebecca Nagle     | Cherokee                | Activista i escriptora |
|        | Harlan Pruden     | Cree                    | Erudit i activista |
|        | Smokii Sumac      | Kutenai                 | Poeta i activista |
|        | Arielle Twist     | Cree                    | Poeta |
|        | Ilona Verley      | Salish del Riu Thompson | Drag queen, participant en Canada's Drag Race |
|        | Storme Webber     | Alutiiq i Choctaws      | Artista interdisciplinari |
|        | Delina White      | anishinaabemowin)       | Activista, artista, dissenyadora de roba |
|        | Joshua Whitehead  | Oji-Cree                | Poeta i novelista |
|        | Massey Whiteknife | Cree                    | Empresària, productora i animadora |
|        | Lori Campbell     | Cree-Métis              | Educadora i política |